# Lista localităților cu biserici fortificate din Transilvania

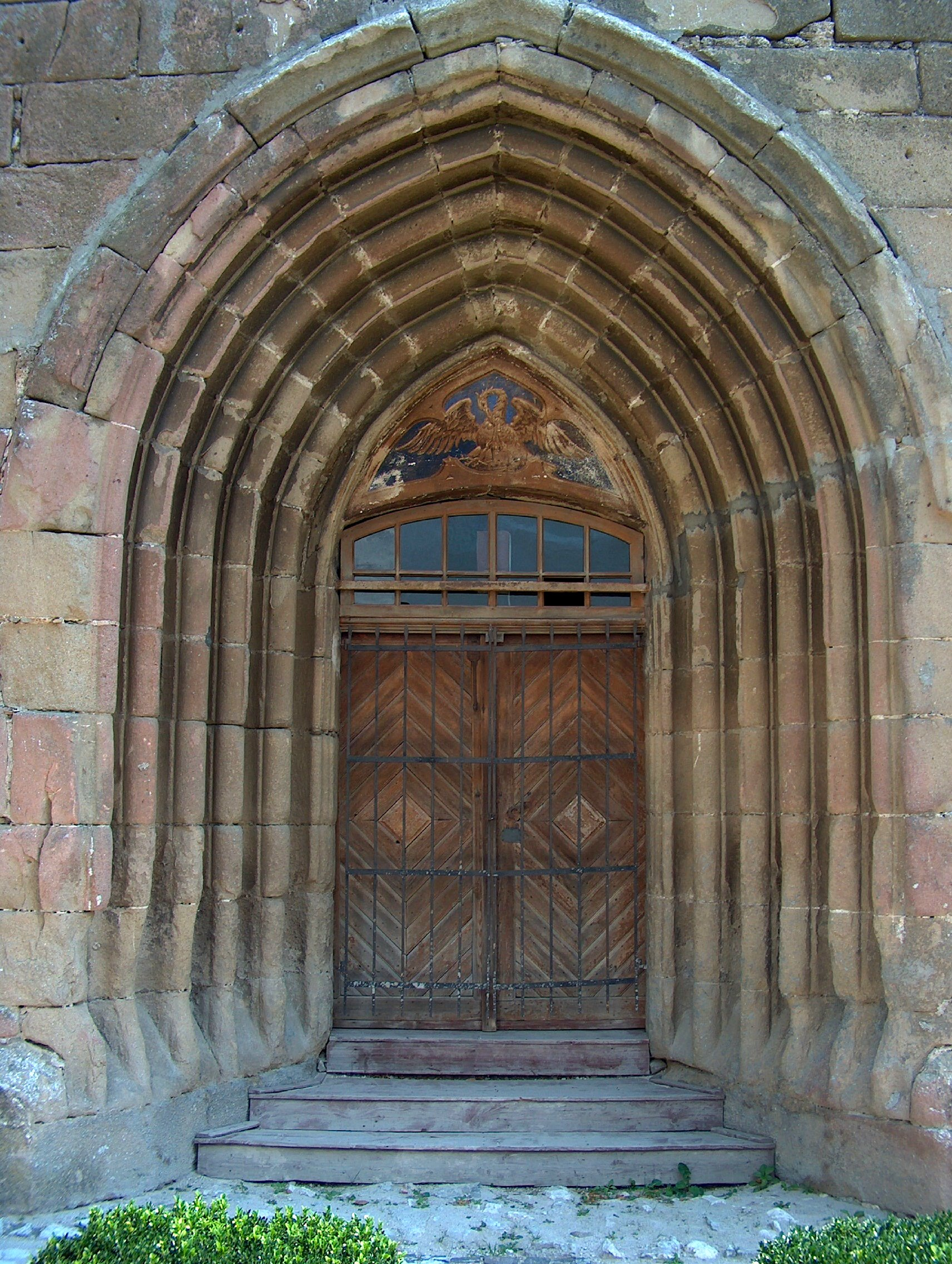
Ușa de vest a bisericii din Hărman.

Următoarele biserici fortificate (6 săsești și una secuiască) au fost incluse pe lista UNESCO a patrimoniului cultural mondial:

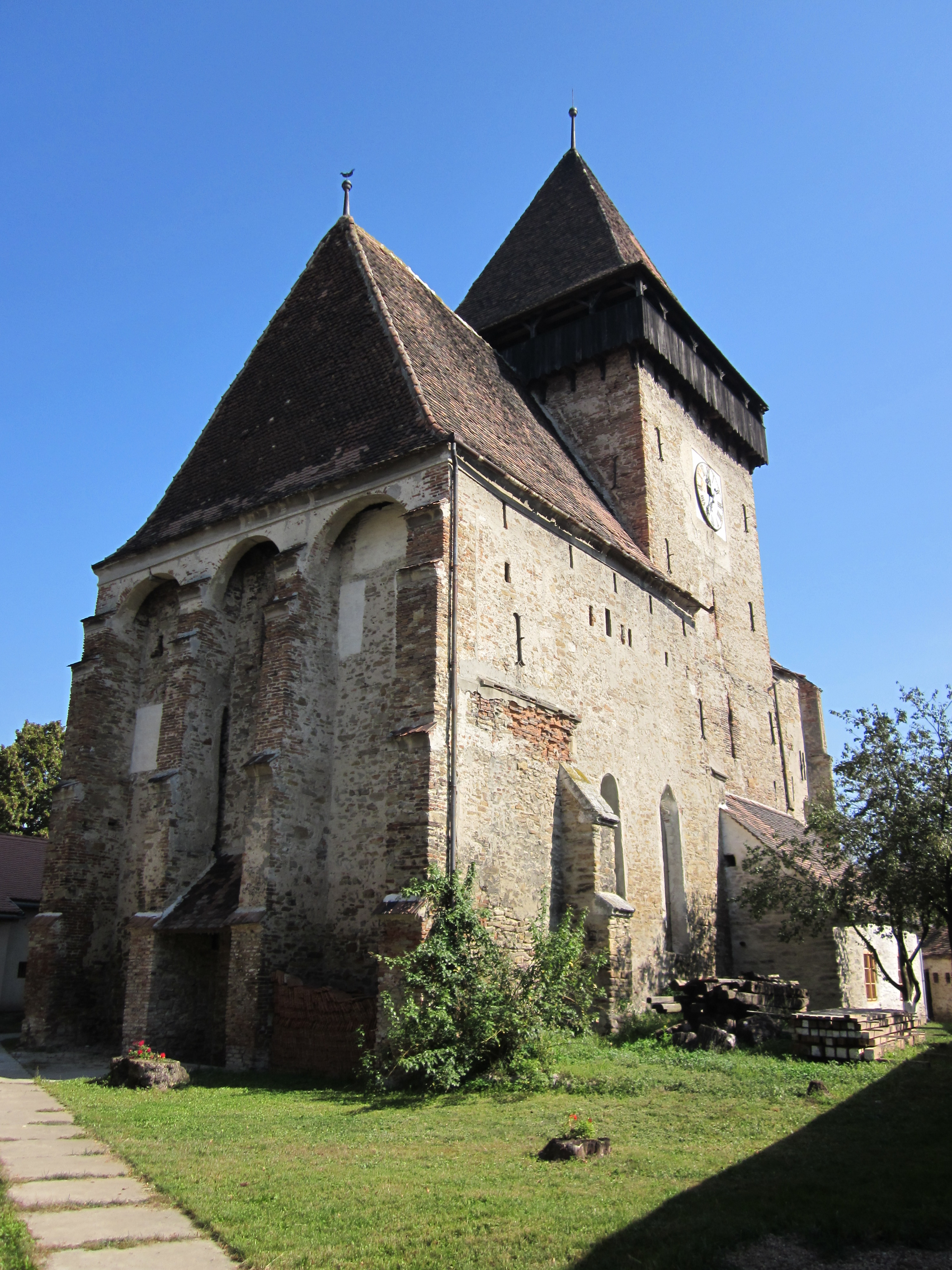
Biserica fortificată din Axente Sever.

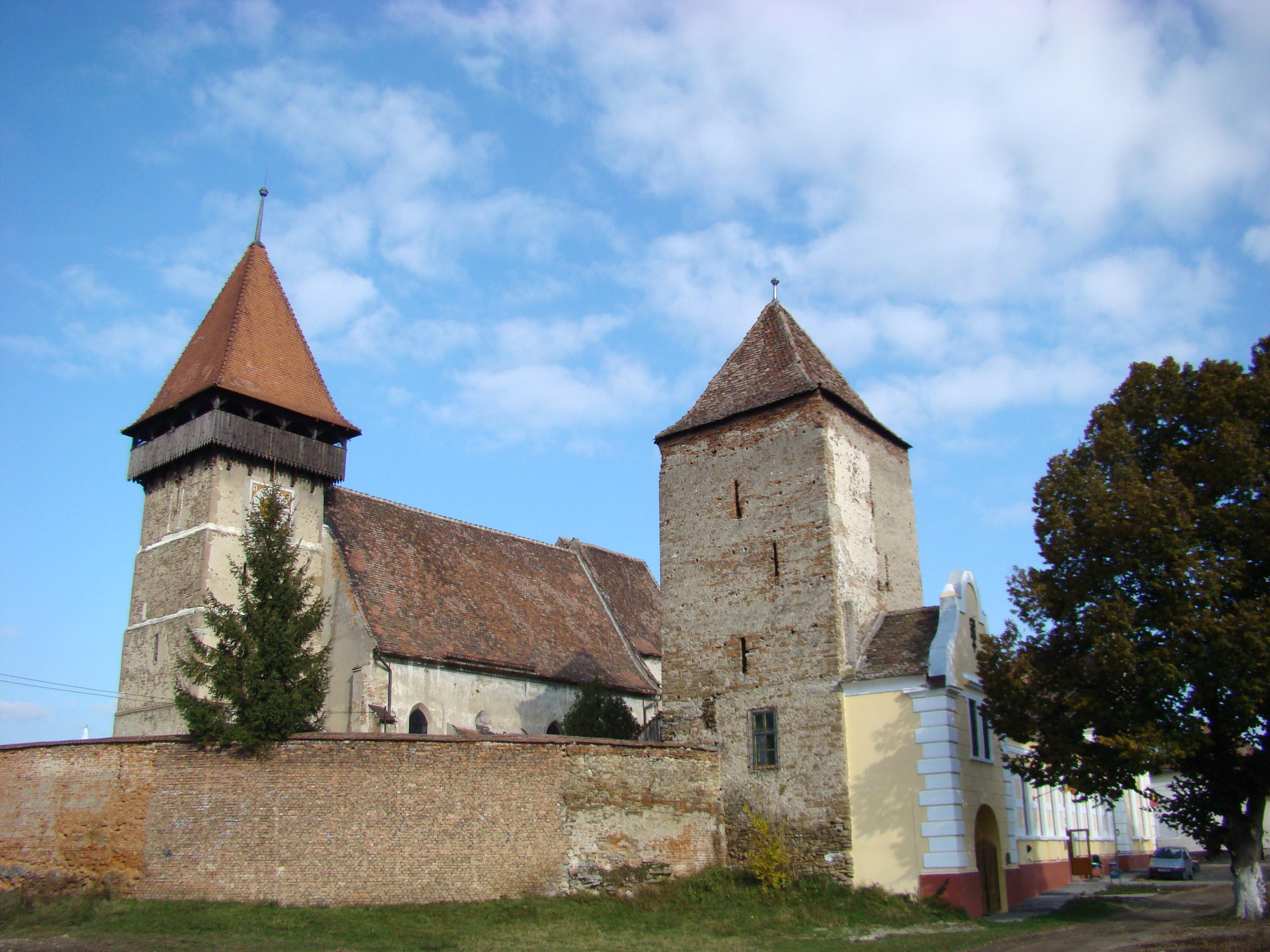
Biserica fortificată din Brateiu.

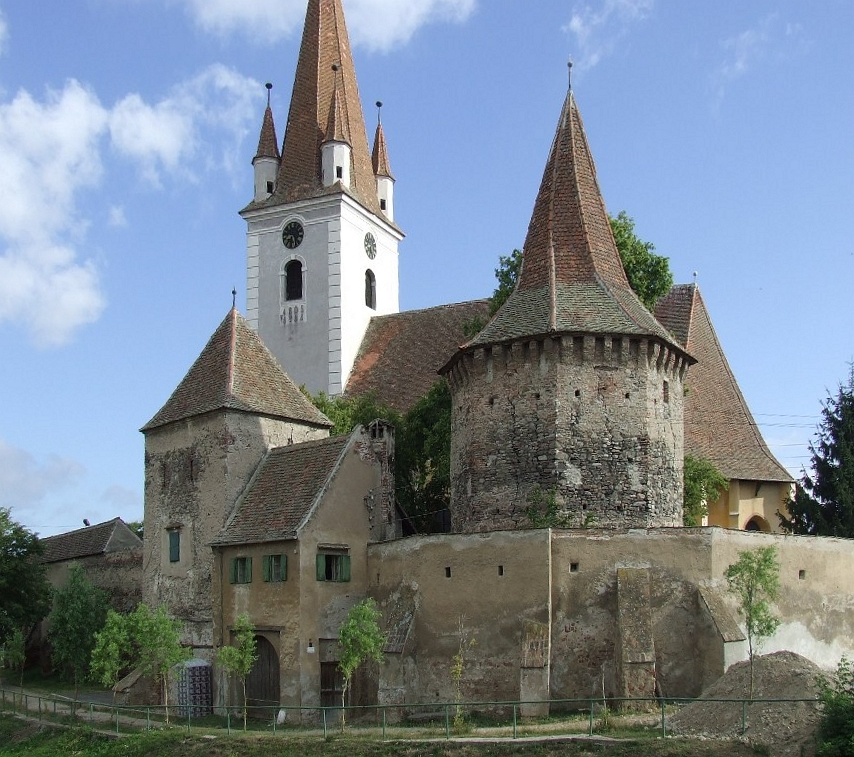
Biserica fortificată din Cristian, Sibiu.

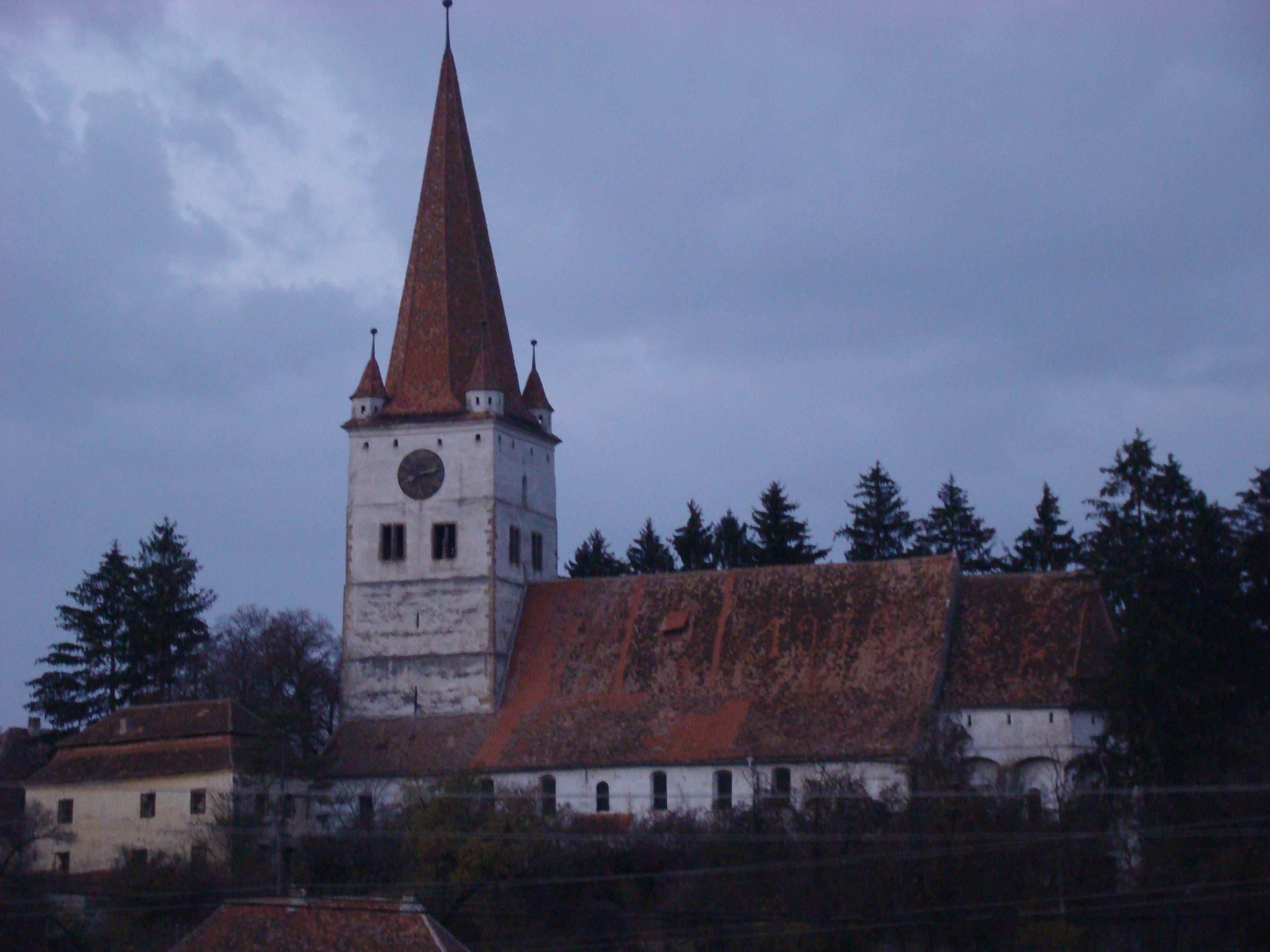
Biserica fortificată din Cincu, Brașov.

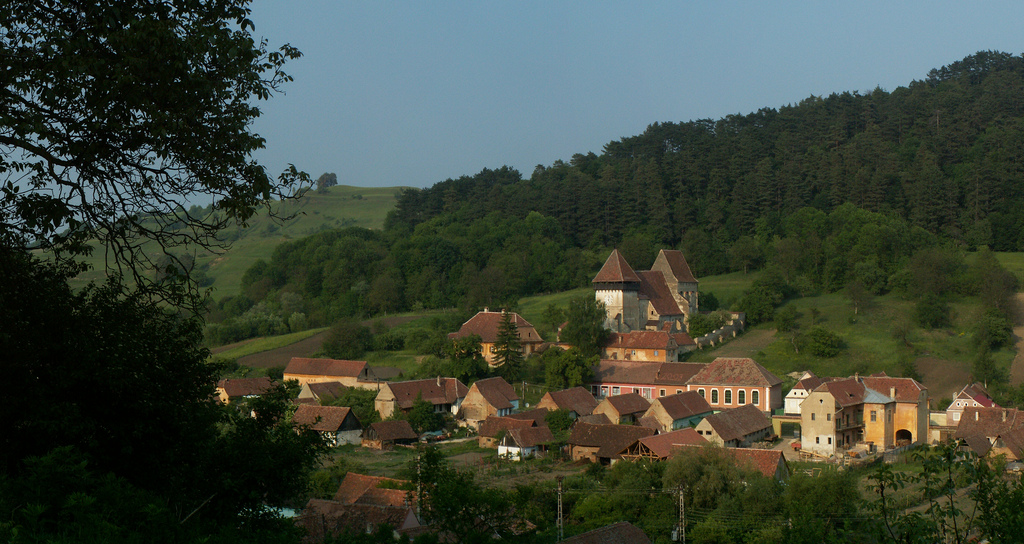
Biserica fortificată din Copșa Mare.

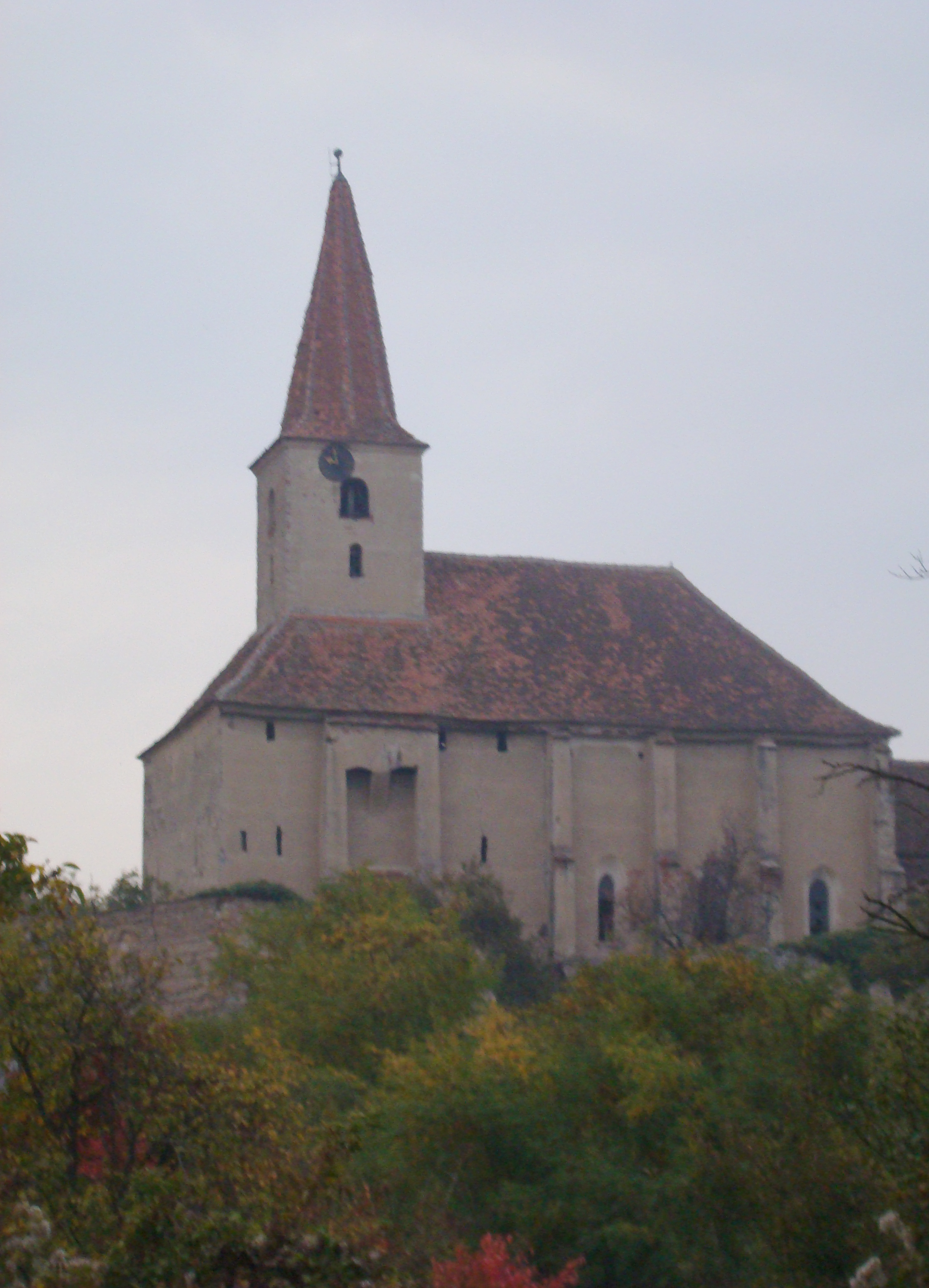
Biserica fortificată din Dobârca, Sibiu.

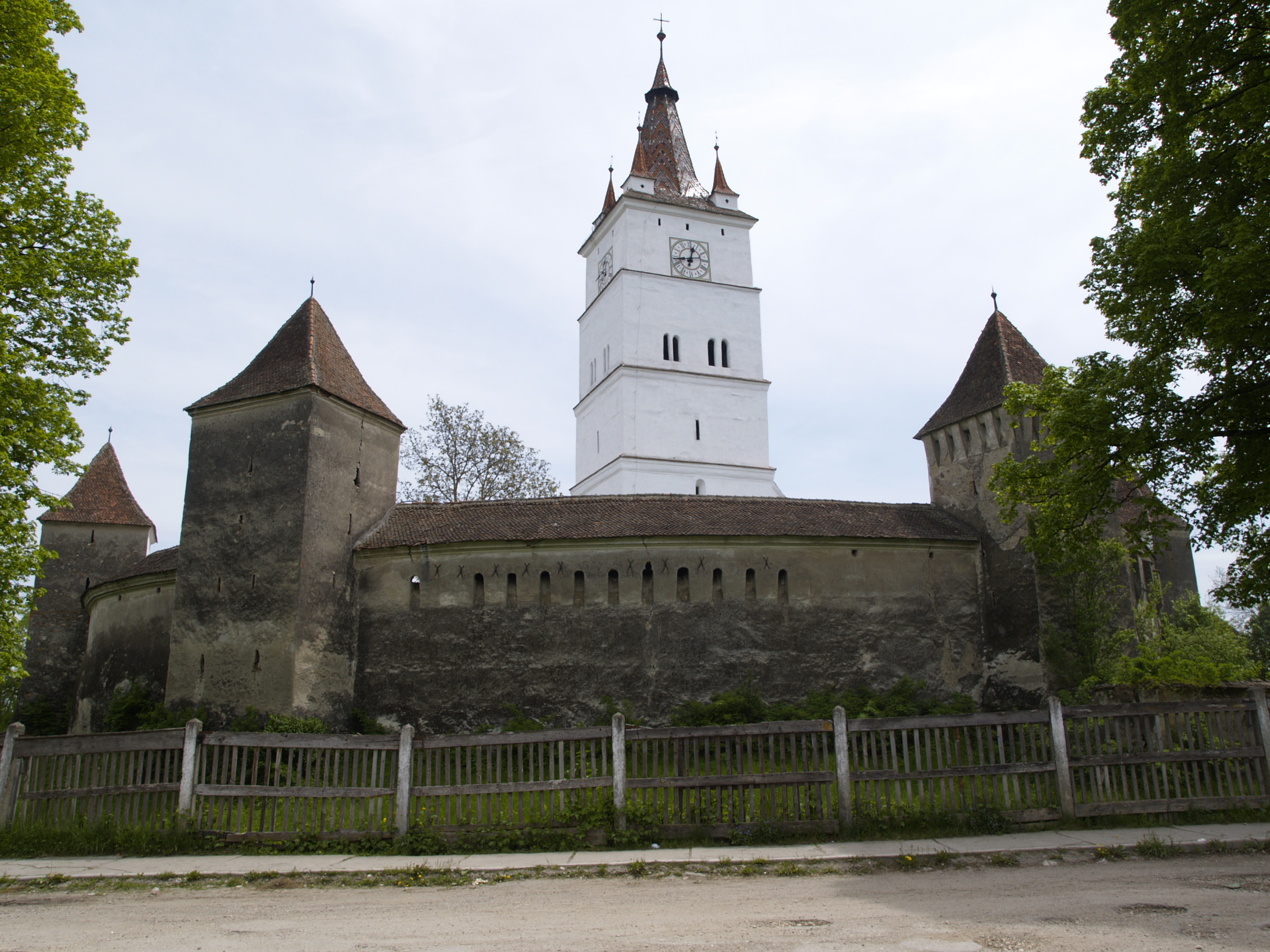
Biserica fortificată din Hărman.

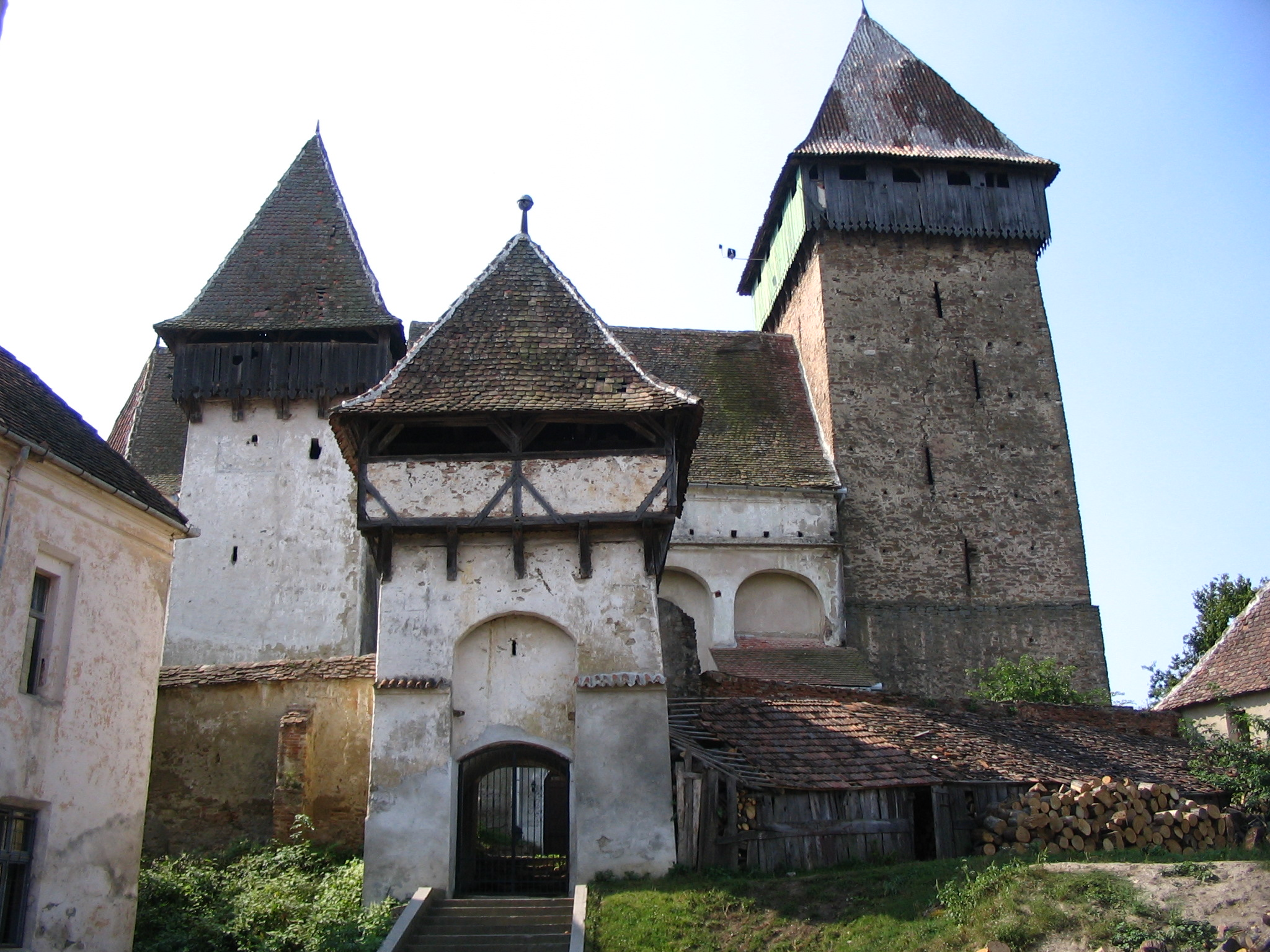
Biserica fortificată din Iacobeni.

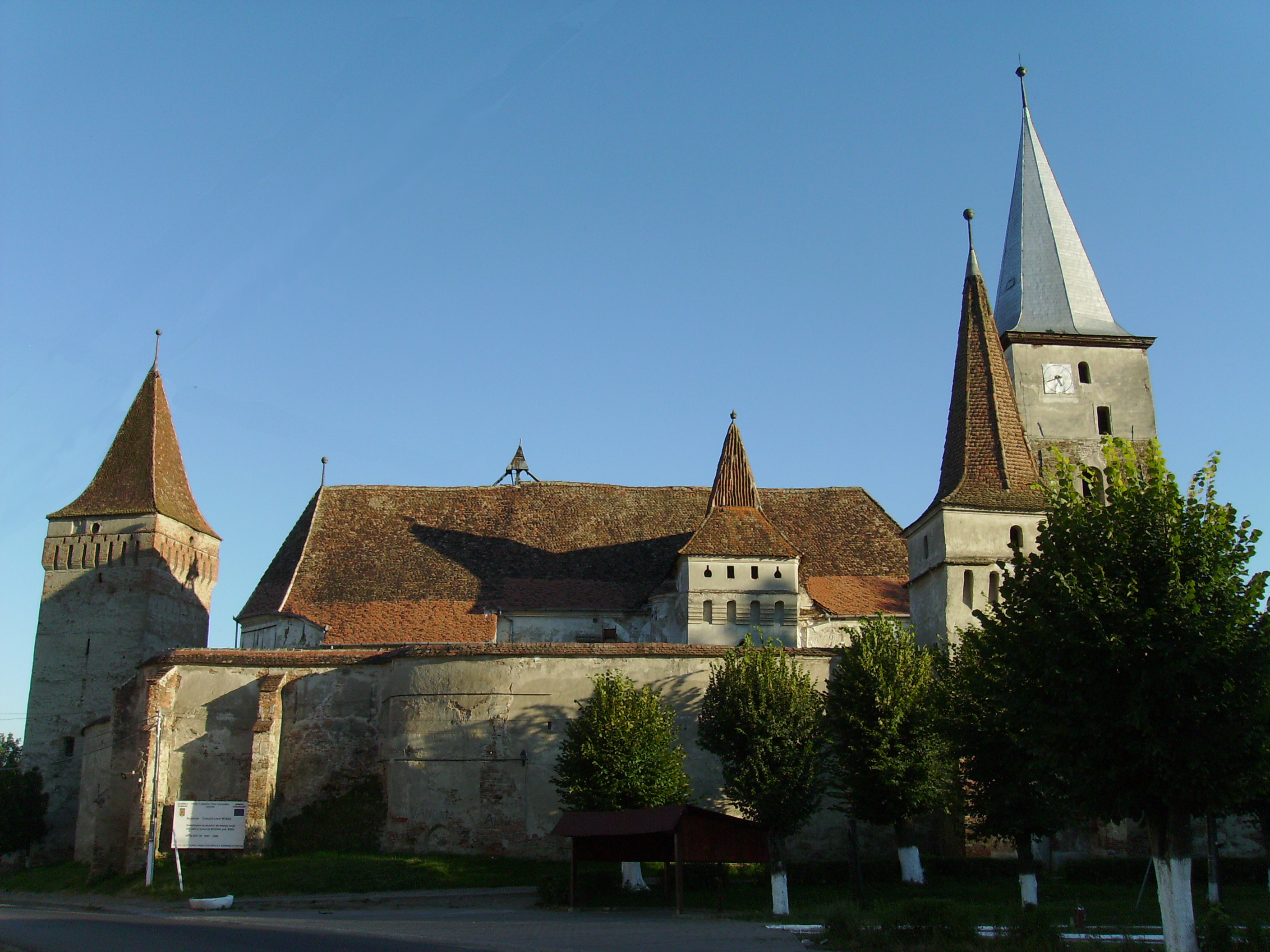
Biserica fortificată din Moșna.

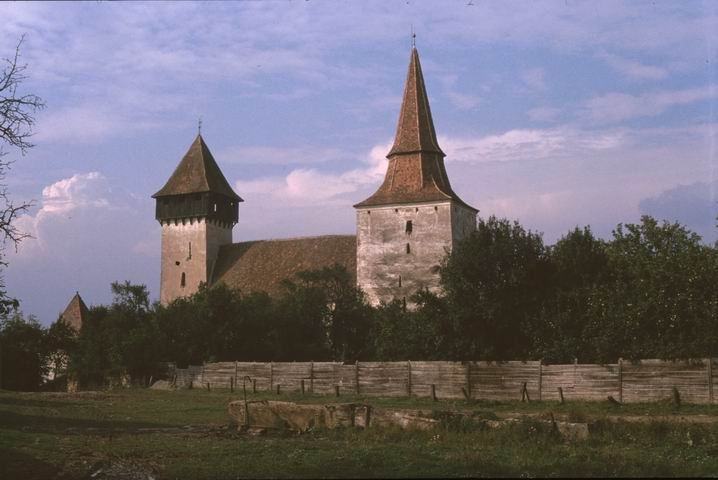
Biserica fortificată din Movile.

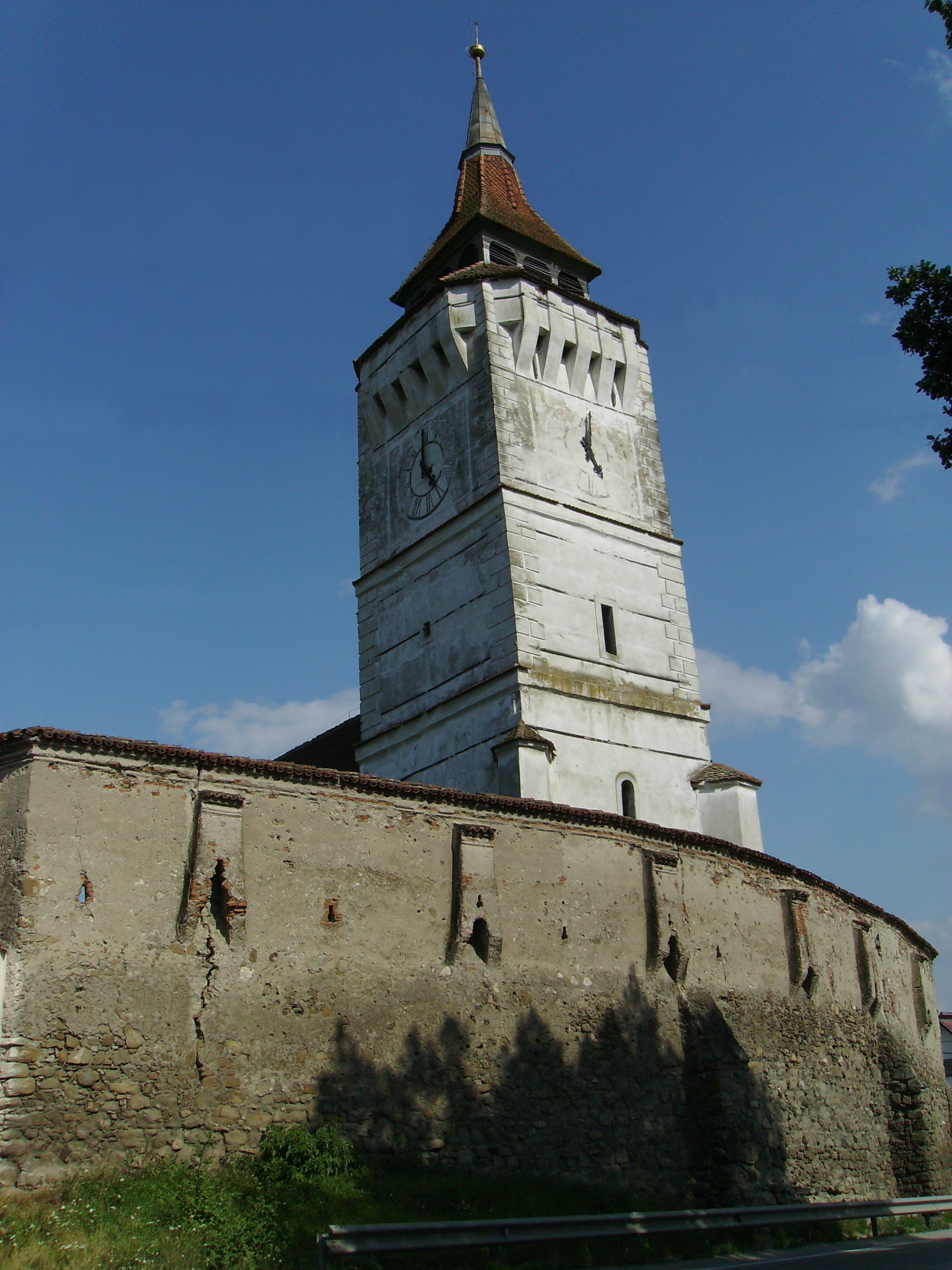
Biserica fortificată din Rotbav.

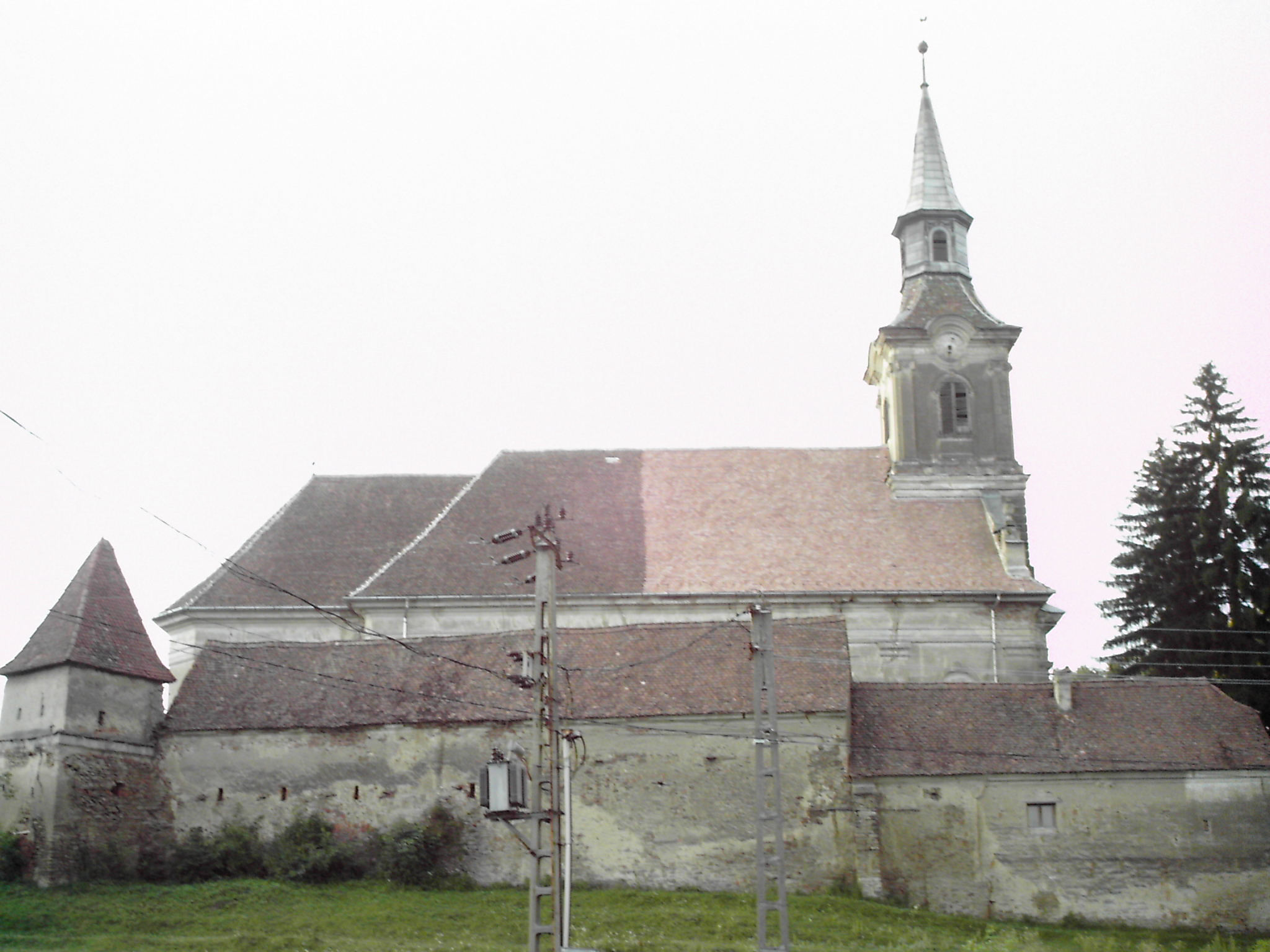
Biserica fortificată din Șaeș.

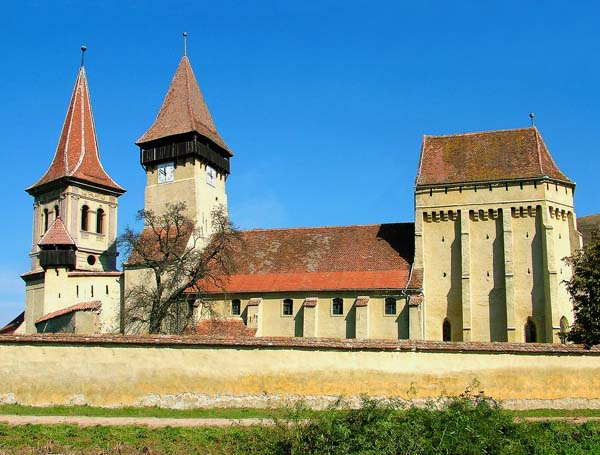
Biserica fortificată din Șeica Mică.

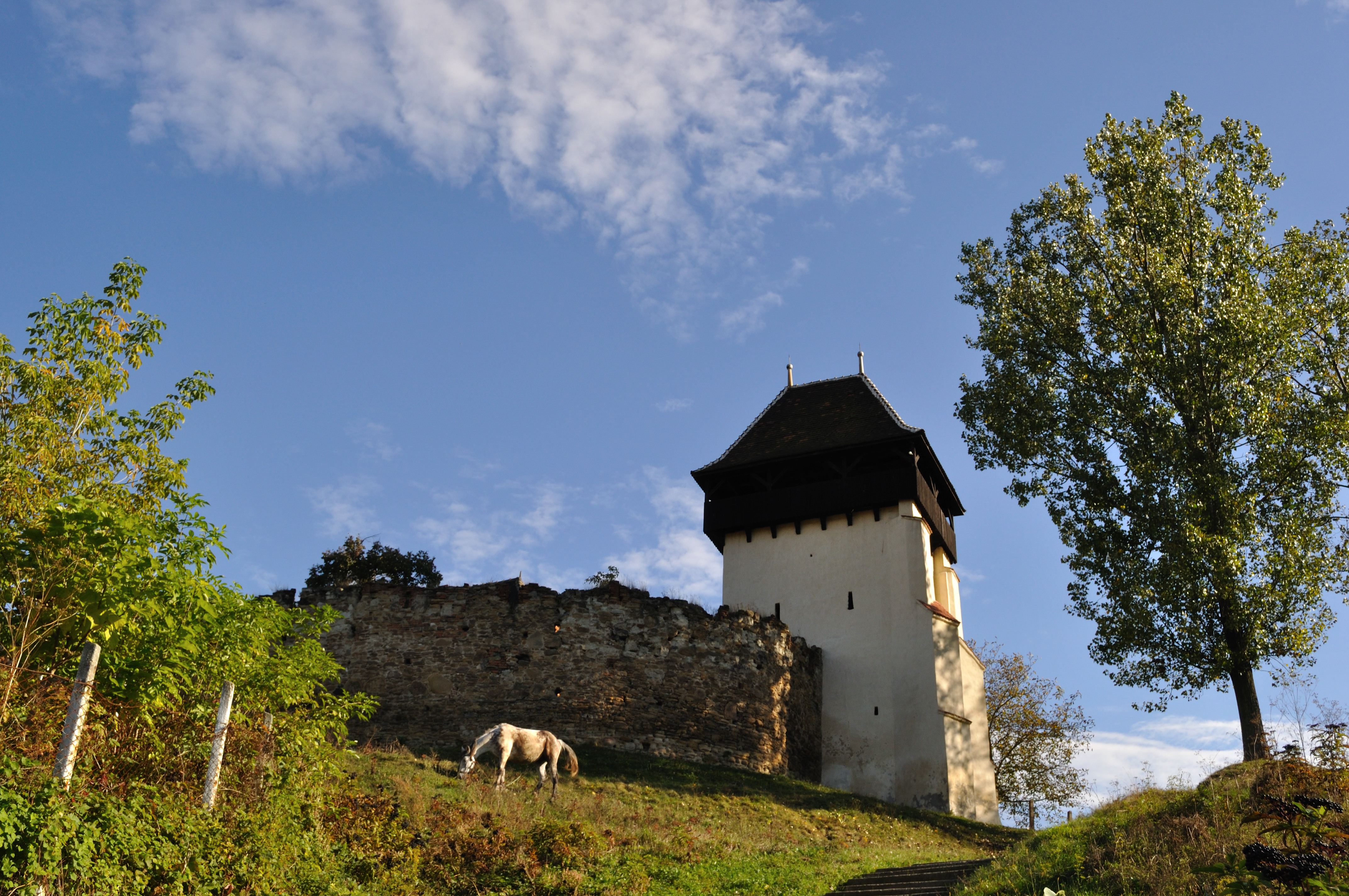
Biserica fortificată din Țapu.

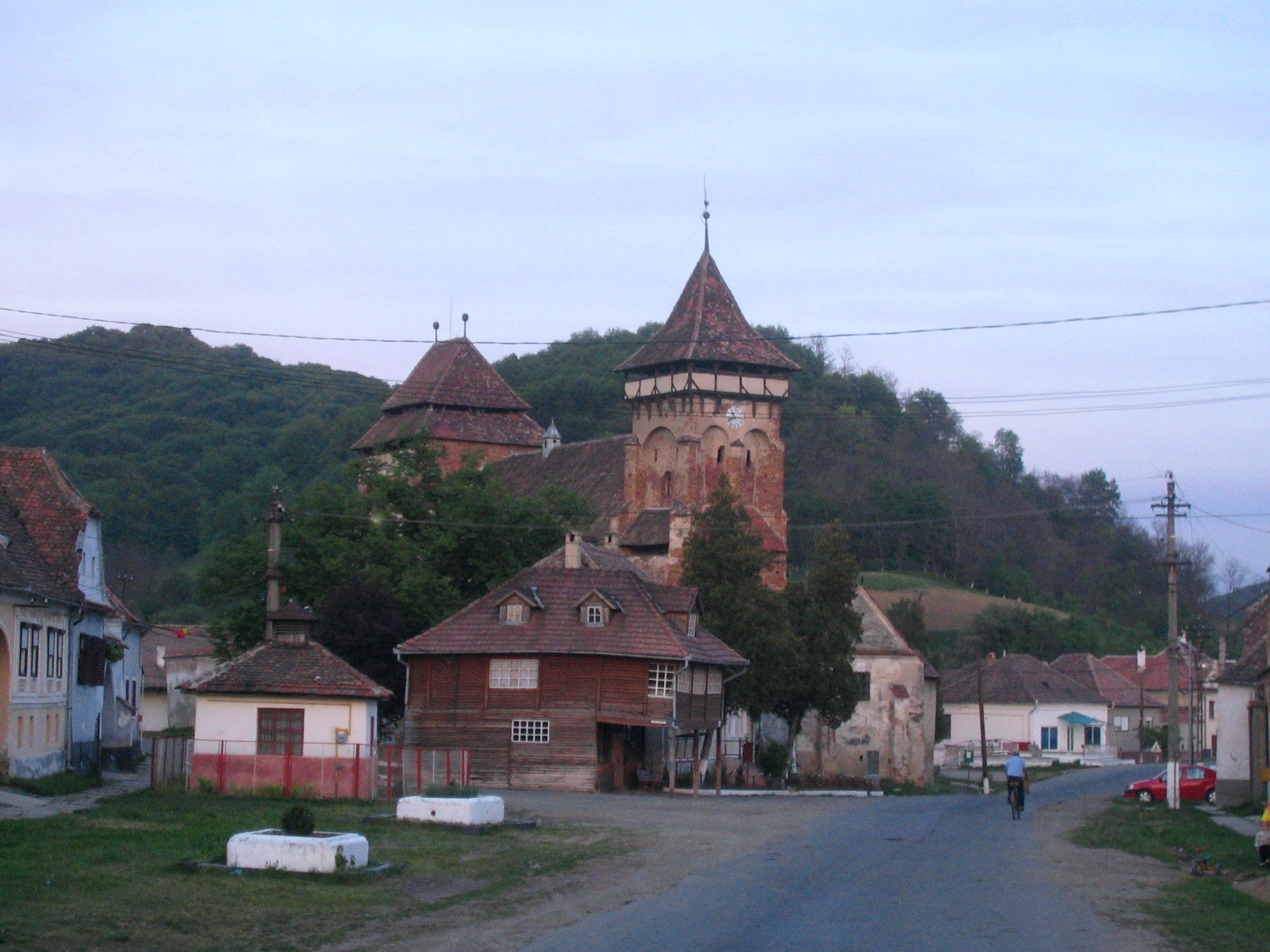
Biserica fortificată din Valea Viilor.

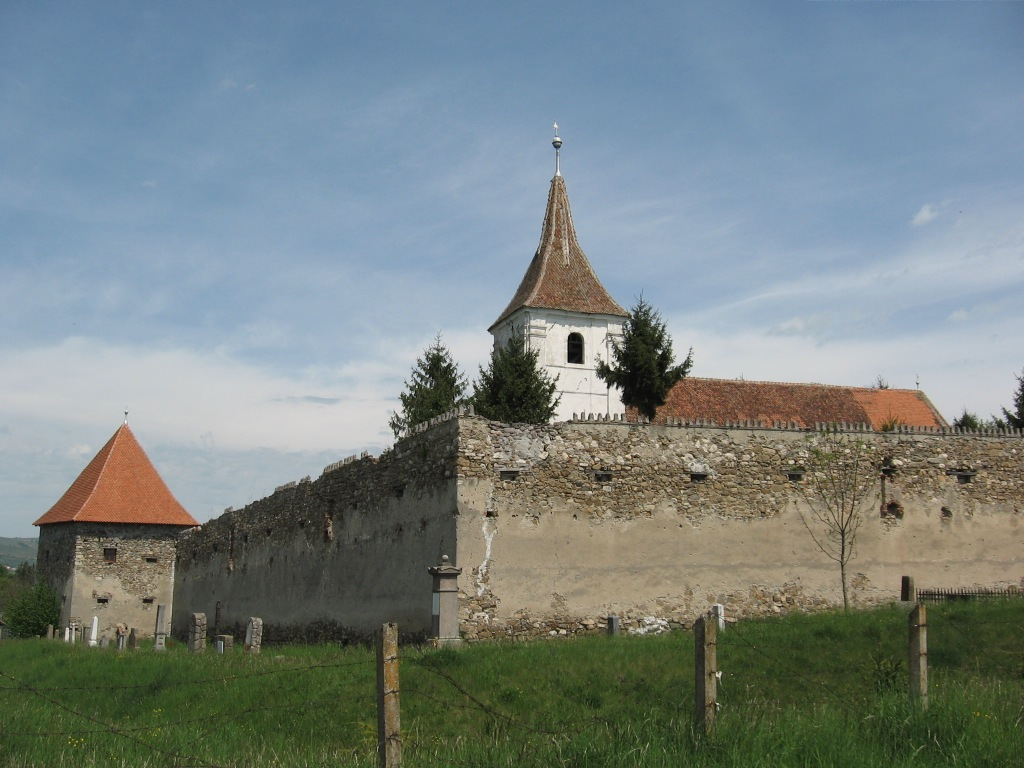
Biserica fortificată din Aita Mare.

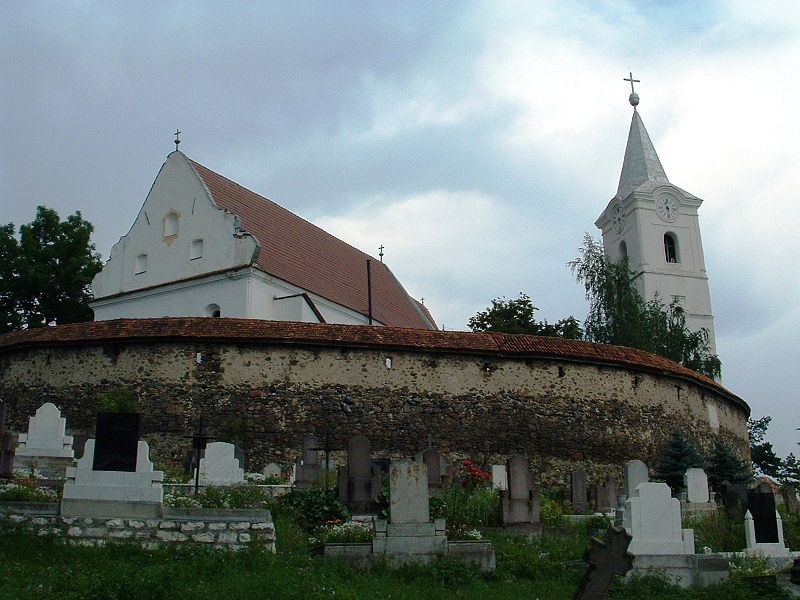
Biserica fortificată din Cârța, Harghita.

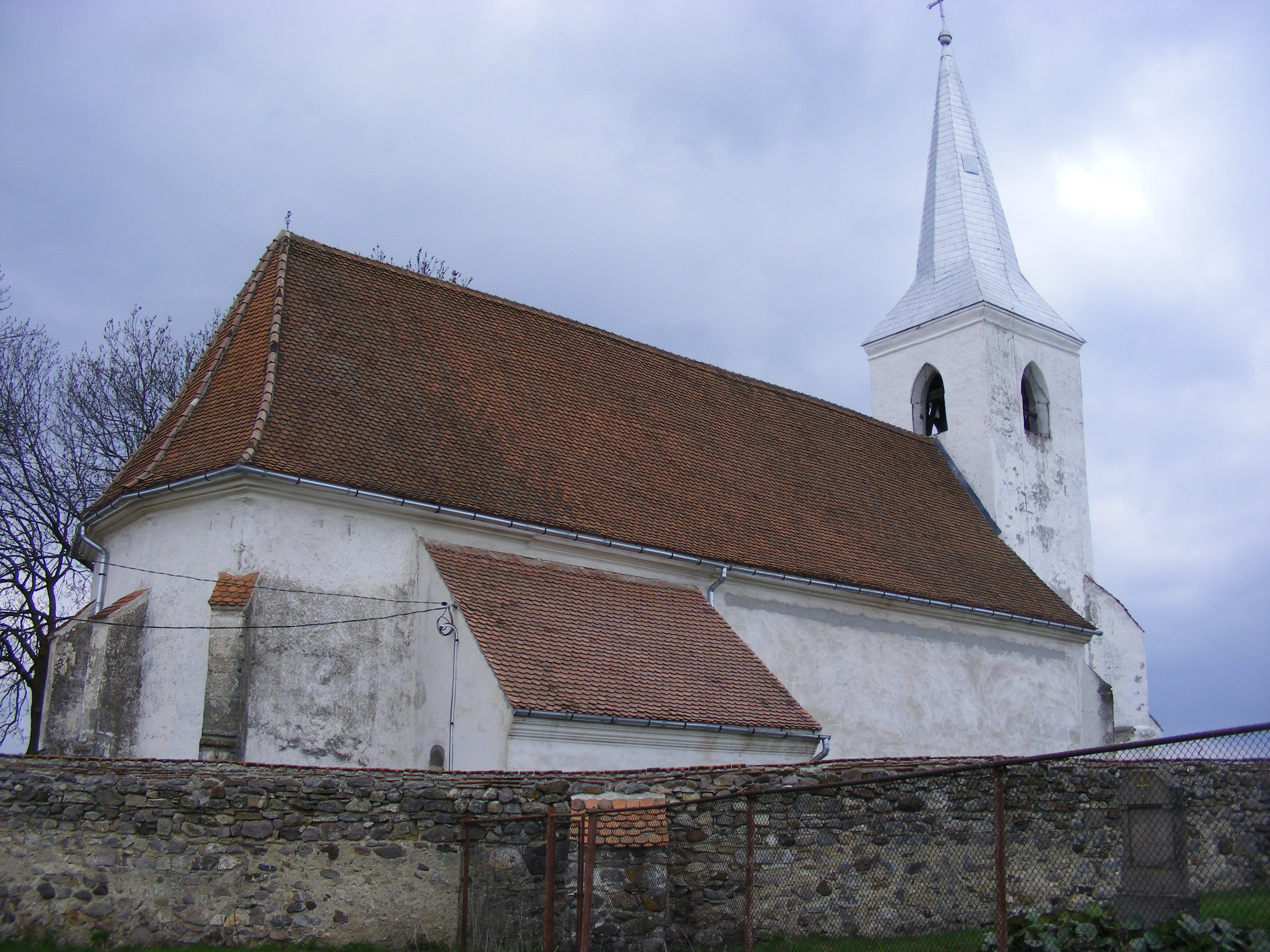
Biserica fortificată din Delnița.

- Biertan (Birthälm)
- Câlnic (Kelling)
- Dârjiu (Székelyderzs)
- Prejmer (Tartlau)
- Saschiz (Keisd)
- Valea Viilor (Wurmloch)
- Viscri (Deutschweisskirch)

## Lista așezărilor săsești cu biserici fortificate din Transilvania

### Biserici fortificate caracteristice, bine conservate
1. Agnita
2. Aiud
3. Alma Vii (germ.: Almen, magh.: Szászalmád) este o localitate în județului Sibiu, Transilvania, România. Anul primei atestări scrise este 1289 în actul „Herritus de Alma sacerdotes“.
4. Alțâna
5. Apold
6. Archita
7. Băgaciu, (în germană Bogeschdorf), în maghiară Szászbogács) este o comună în Județul Mureș. Comuna este alcătuită din satele Băgaciu și Deleni. Satul Băgaciu este atestat documentar în anul 1351 cu numele Bogesdorf.
8. Biertan (germ. Birthälm, magh. Berethalom) este o comună din județul Sibiu, Transilvania, România. Este situată la ca. 80 de km. de Sibiu. A fost atestată documentar pentru prima dată în anul 1224.
9. Bunești
10. Cața (în dialectul săsesc Kazenderf, Katsndref, în germană Katzendorf, în maghiară Kaca) este un sat în județul Brașov, Transilvania, România.
11. Câlnic (în germană Kelling, în maghiară Kálnok) este o localitate în județul Alba. Numele săsesc al localității este Kelling și vine de la primii stăpâni, familia nobililor cu același nume.  La fel ca și alte familii de sași, aceștia au devenit probabil din greavi niște adevărați comiți. Greavii de Câlnic sunt menționați încă din 1267, 1269 și 1309.  Unul dintre ei, pe numele său Chyl de Kelling, a construit la mijlocul secolului al XIII-lea donjonul de la Câlnic și îl folosea drept locuință.
12. Cincu este o localitate în județul Brașov.
13. Cisnădie (germ. Heltau, magh. Nagydisznód) este un oraș din județul Sibiu, situat la 10 km nord de Sibiu. Orașul Cisnădie este atestat documentar din anul 1204.
14. Cisnădioara este o localitate în județul Sibiu.
15. Cloașterf este o localitate în județul Mureș.
16. Cristian este o localitate în județul Brașov.
17. Cristian este o localitate în județul Sibiu.
18. Curciu
19. Dealu Frumos
20. Drăușeni este o localitate în județul Brașov.
21. Hărman (în germană Honigberg, în maghiară Szászharmány)  este o localitate în județul Brașov.  Întemeierea și popularea localității cu oaspeți germani, atribuită inițiativei ordinului cavalerilor teutoni, poate fi fixată cu aproximație între anii 1213-1225. Cea mai timpurie evocare documentară a așezării datează din 21 martie 1240, atunci când regele Béla al IV-lea al Ungariei (1235-1279) donează biserica din Hărman (Mons Mellis), "cu toate veniturile [și] drepturile" ce țin de ea, capitului mănăstirii Cîteaux, din Burgundia, pentru folosul obștesc al capitului întregului ordin cistercian.
22. Homorod este o localitate în județul Brașov.
23. Hosman este o localitate în județul Sibiu.
24. Iacobeni, Sibiu
25. Ighișu Nou
26. Mălâncrav
27. Mediaș (germ. Mediasch, magh. Medgyes) este al doilea oraș ca mărime din județul Sibiu, Transilvania, România. Are o populație de 55.203 locuitori (martie 2002).  În secolul al XII-lea și al XIII-lea regii Ungariei au așezat în zona Mediașului coloniști germani, cunoscuți sub numele de sași. În anul 1318 sașii din Mediaș și cei din Șeica Mare au fost scutiți de obligația de a participa la oastea regală, obținând totodată și unele privilegii fiscale. La 1402 regele Sigismund de Luxemburg a eliberat scaunele Mediaș și Șeica de sub jurisdictia comitelui secuilor.
28. Miercurea Sibiului (germ. Reußmarkt, magh. Szerdahely) este o localitate în județul Sibiu.
29. Moșna (germ. Meschen) este o localitate în județul Sibiu. [1]
30. Prejmer (în germană Tartlau, în maghiară Prázsmár) este o localitate în județul Brașov, Transilvania, România. Originea slavă a numelui românesc și maghiar al localității permite ipoteza că localitatea actuală a fost precedată de  o așezare mai veche de origine slavă. Cert este doar faptul că prima atestare documentară a localității datează din anul 1240, atunci când regele Béla al IV-lea al Ungariei (1235-1270) cedează biserica din Prejmer "cu toate veniturile [și] drepturile" sale capitulului mănăstirii Cîteaux, în Burgundia, abația-mamă a Ordinului cistercian, pentru folosul obștesc al întregului ordin.
31. Roadeș
32. Șeica Mică este o localitate în județul Sibiu.
33. Valchid
34. Valea Viilor este o localitate în județul Sibiu.
35. Viscri este o localitate în județul Brașov. Deutschweißkirch (germ.) - așezare din podișul Transilvaniei, din apropiere de Sighișoara, colonizată de sași. În prezent se regăsește o frumoasă biserică evanghelică, fortificată, în stilul bisericilor săsești fortificate din Transilvania.

### Biserici fortificate
1. Agârbiciu
2. Amnaș (Biserica medievală, cu hramul Sfântul Mihail, a fost demolată la sfârșitul secolului al XIX-lea. Între anii 1897-1898 a fost construită noua biserică evanghelică, în stil neoromanic.)
3. Ațel
4. Avrig
5. Axente Sever (mai demult Frâua, în germ. Frauendorf)
6. Bălcaciu
7. Bărcuț
8. Batoș
9. Bazna
10. Beia
11. Bod
12. Boian
13. Bradu
14. Brateiu
15. Brădeni
16. Bruiu
17. Buzd
18. Cața
19. Cenade
20. Chirpăr
21. Cincșor (germ. Kleinschenk)
22. Codlea (germană Zeiden)
23. Copșa Mare
24. Cricău
25. Criț
26. Dacia
27. Daia, Mureș
28. Daia, Sibiu
29. Daneș
30. Dârlos
31. Dobârca
32. Dumitra
33. Dupuș
34. Feldioara
35. Felmer
36. Fișer
37. Gherdeal
38. Ghimbav
39. Gușterița
40. Hamba
41. Hălchiu, Brașov
42. Hetiur
43. Jidvei
44. Jimbor, Brașov
45. Laslea
46. Lechința
47. Măieruș
48. Marpod
49. Mercheașa
50. Merghindeal
51. Meșendorf (germană Meschendorf), biserică din sec. XIV, fortificație din sec. XVI)
52. Metiș, Sibiu
53. Micăsasa
54. Moardăș
55. Motiș, Sibiu
56. Movile, Sibiu
57. Netuș
58. Nocrich
59. Noiștat
60. Ocna Sibiului
61. Orăștie
62. Pelișor, Sibiu
63. Racoș
64. Râșnov
65. Richiș, Sibiu
66. Rodbav
67. Roșia, Sibiu
68. Rotbav
69. Ruja
70. Ruși
71. Sânpetru, Brașov
72. Sântimbru, Alba
73. Saschiz
74. Seliștat
75. Slimnic, Sibiu
76. Stejărișu
77. Șaeș
78. Șard
79. Șaroș pe Târnave
80. Șeica Mare
81. Șoala
82. Șoarș
83. Șomartin
84. Șona, jud. Alba
85. Șura Mare
86. Șura Mică
87. Tălmaciu
88. Tărpiu
89. Țapu
90. Toarcla
91. Ungra
92. Velț
93. Veseud
94. Vulcan, Brașov
95. Vulcan, Mureș
96. Vurpăr, Alba
97. Vurpăr, Sibiu

## Lista așezărilor secuiești cu biserici fortificate sau împrejmuite din Transilvania
1. Adămuș
2. Aita Mare
3. Albiș, Covasna
4. Arcuș
5. Armășeni
6. Baraolt
7. Belin
8. Biborțeni
9. Bicfalău
10. Bodoc, Covasna
11. Calnic
12. Catalina
13. Cârța
14. Cernat, Covasna  (Cernatu de Jos)
15. Ciucsângeorgiu
16. Dârjiu
17. Delnița
18. Estelnic, Covasna
19. Ghidfalău
20. Ilieni
21. Lăzarea
22. Leliceni
23. Lemnia, Covasna
24. Lisnău, Covasna
25. Mihăileni
26. Misentea
27. Moacșa
28. Racu
29. Sânzieni
30. Sfântu Gheorghe
31. Turia
32. Zăbala